# Clonorchiasi
La clonorchiasi è una distomatosi epatica: una parassitosi delle vie biliari di cani, gatti e ratti, che, accidentalmente, può colpire l'uomo.
Clonorchiasi è il termine più comunemente impiegato ma è impreciso ed obsoleto.
Clonorchis sinensis, la specie più frequentemente responsabile di distomatosi epatiche.

## Storia ed epidemiologia
- 1875: James McConnel scopre il Clonorchis sinensis.
- 1884: Sebastiano Rivolta scopre l'Opistorchis felineus trovando distomi adulti nelle vie biliari di un gatto.
- 1892: Konstantin Wingradoff descrive il primo caso di opistorchiasi umana.
- 1915: Harujiro Kobayashi scopre l'ospite intermedio vertebrato (carpe e tinche).
- 1918: Masatomo Muto scopre il mollusco ospite intermedio (Bulinus).
- 1933: Hoeppli segnala per primo l'associazione tra clonorchiasi e colangiocarcinoma.
- 1978: Thamavit ed i suoi collaboratori nel costruiscono per primi un modello sperimentale di colangiocarcinoma in criceti infestati da Opistorchis viverrini ed esposti a basse dosi di N-dimetil-nitrosamina.

La clonorchiasi (opistorchiasi) causata da Opistorchis (ex Clonorchis) sinensis è endemica in Cina e nel Sud-est asiatico.
L'opistorchiasi causata da Opistorchis viverrini è diffusa nel Laos ed in Thailandia.
L'opistorchiasi causata da Opistorchis felineus si trova nei fiumi e laghi di Germania, Polonia, Paesi Baltici, Russia e Siberia.
Dell'opistorchiasi causata da Opistorchis guayaquilensis è stato segnalato un piccolo focolaio epidemico in Ecuador.
Complessivamente circa 30 milioni di individui nel mondo sono affetti da opistorchiasi: 19 milioni sono infestati da O. sinensis; 9 milioni da O. viverrini; 1.2 milioni da O. felineus.
In Asia il pesce d'acqua dolce viene consumato crudo, da solo o misto a riso o avena, ma spesso, soprattutto i bimbi, anche mangiandolo appena pescato, per gioco; pertanto la maggior parte delle infezioni da Opistorchis avvengono nell'infanzia.
O. viverrini in alcune regioni in cui è costume consumare pesce crudo, infesta fino al 35% della popolazione.

## Eziologia

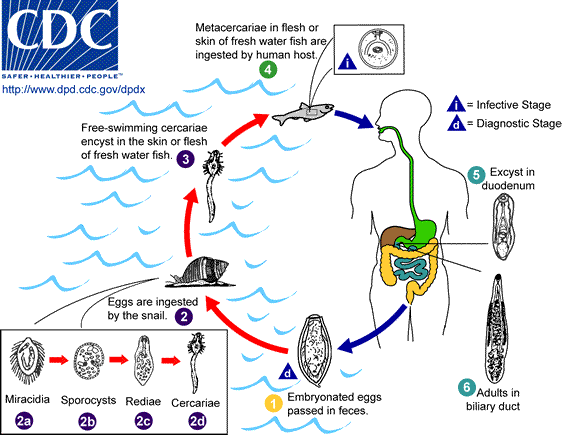
Ciclo vitale di Opistorchis spp.

I distomi del genere Opistorchis sono causa di distomatosi epatiche.
- Opistorchis (ex Clonorchis) sinensis
- Opistorchis felineus
- Opistorchis viverrini
- Opistorchis guayaquilensis

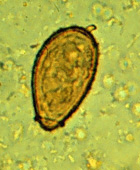
Uovo di O.sinensis

Le uova di O.sinensis hanno dimensioni di circa 35 µm x 20 µm, forma tozza, ovalare, e sono di colore giallo-bruno, opercolate, con una piccola spina posteriore e con il miracidio visibile all'interno.
Vengono eliminate nella bile con le feci, circa 4,000 al giorno.
Le uova di O.felineus sono simili ma più piccole e allungate.
L'adulto di O.sinensis è lungo 1-2cm, largo 5 mm, spesso 2mm, di forma lanceolata, piatto, di colore arancione.

### Modalità di trasmissione e ciclo vitale
Opistorchis spp. infestano le vie biliari di cani, gatti, ratti.
L'ospite definitivo si infesta mangiando pesce della famiglia dei Ciprinidi (carpe, tinche) crudo o poco cotto seccato, salato o conservato in salamoia, infestato dalle metacercarie. L'ospite intermedio invertebrato è un mollusco del genere Bulinus. L'uomo è ospite definitivo accidentale.
Le uova di Opistorchis sono eliminate nella bile con le feci, finiscono in acqua dolce dove sono ingerite poi dall'ospite intermedio mollusco. Nel mollusco si libera il miracidio che attraversa stadi di maturazione successivi e diventa sporocisti, redia, e cercaria. La cercaria è la forma infestante: rilasciata nell'acqua penetra la carne di un pesce dei ciprinidi e si incista in metacercaria. Gli ospiti carnivori e l'uomo si infestano cibandosi della carne del pesce. La metacercaria si schiude nel duodeno, attraversa la papilla di Vater e risale le vie biliari, rimanendo nei dotti biliari medi e piccoli (O.sinensis) ed anche nei dotti pancreatici (O.felineus e O.viverrini). In un mese diventa verme adulto.

## Patogenesi
I vermi adulti nelle vie biliari provocano un'infiammazione cronica dell'epitelio dei dotti biliari con desquamazione, iperplasia epiteliale, adenomatosa e metaplasia. Si ha marcata proliferazione del tessuto connettivo periduttale con formazione di acini non funzionali di cellule epiteliali e fibrosi della parete dei dotti biliari. Il danno è generalmente ristretto ad aree focali del parenchima epatico, ma può coinvolgere tutto il fegato e dare epatomegalia. Possono aversi colecistite cronica e colelitiasi, con predisposizione per lo sviluppo del colangiocarcinoma.

## Clinica
I segni clinici e i sintomi delle opistorchiasi acute sono solitamente modesti e aspecifici, ma intense infestazioni possono esordire con febbre, diarrea e dolore in ipocondrio destro, seguito da ittero ostruttivo.
Nella fase cronica prevalgono i segni ed i sintomi conseguenti all'ostruzione biliare, all'ittero ostruttivo, alla litiasi biliare intraepatica o colecistica. Possono aversi colangiti piogeniche ricorrenti (da E.coli, e da E. faecalis) o ascessi epatici. I vermi adulti a volte possono raggiungere il dotto di Wirsung e scatenare pancreatiti acute per ostruzione meccanica. Le forme croniche predispongono all'insorgenza del colangiocarcinoma (neoplasia delle vie biliari).

### Anamnesi
Assunzione di carne di pesce di fiume (carpe o tinche) cruda o poco cotta, contaminata da Opistorchis spp., in Paesi endemici.

### Esami di laboratorio e strumentali
Nella fase acuta si può avere ipereosinofilia periferica, nella fase cronica i segni bioumorali di ittero colestatico.
L'esame coproparassitologico evidenzia la presenza delle uova nelle feci. Un copro-antigene di O.viverrini può essere ricercato con metodica ELISA usando anticorpi monoclonali. L'antigene circolante di O.sinensis nel siero dei pazienti infestati può essere evidenziato con metodica ELISA double-sandwich.
Nelle forme croniche, l'ecografia e la tomografia computerizzata (TC) mostrano una dilatazione diffusa dei piccoli dotti biliari intraepatici (con minore interessamento delle vie biliari intra-epatiche maggiori ed extra-epatiche), data dalla presenza dei vermi adulti singoli o in aggregati. I vermi adulti possono anche essere visualizzati nella colecisti.

## Trattamento
Praziquantel in dosaggio 40mg/kg di peso corporeo in unica somministrazione.
In Cina viene impiegata una dose maggiore (120mg/kg/die per 2 giorni), perché le infestazioni sono più pesanti.
La morte dei parassiti nelle vie biliari può aggravare l'ostruzione e peggiorare l'ittero o dare coliche biliari.

## Prevenzione
Evitare di consumare pesce di fiume crudo nei Paesi endemici per opistorchiasi.